# Upstedt
Upstedt ist ein Ortsteil der Stadt Bockenem in Niedersachsen. Das Dorf hatte am 1. Oktober 2011 216 Einwohner. Es liegt 4,5 km entfernt nordwestlich von Bockenem und 1 km entfernt von der östlich verlaufenden B 243.

## Geschichte
Upstedt gehört zu den ältesten Dörfern im Ambergau und in Niedersachsen. Das Dorf wurde erstmals im Jahr 850 urkundlich erwähnt. Außerdem gehört Upstedt zu den schönsten Dörfern des Landkreises Hildesheim: Im Jahr 1999 wurde der Ort mit dem 3. Platz beim Kreiswettbewerb Unser Dorf soll schöner werden ausgezeichnet. Bekannt ist das Dorf auch durch die Dicke Linde, die seit Jahrhunderten Wahrzeichen und Mittelpunkt des Dorfes und ein geschütztes Naturdenkmal (ND-HI 099) ist.
Am 1. März 1974 wurde Upstedt in die Stadt Bockenem eingegliedert.

## Politik
Aufgrund seiner geringen Einwohnerzahl wird Upstedt nicht von einem Ortsrat, sondern von einem Ortsvorsteher vertreten. Aktuell ist Martina Mahnkopf in dieser Funktion.